# Plavání na Letních olympijských hrách 1932
Plavání na Letních olympijských hrách 1932 proběhlo na stadionu LA84 Foundation/John C. Argue Swim Stadium v Los Angeles.

## Přehled medailí
| Pořadí | Země                         | Zlato | Stříbro | Bronz | Celkově |
| ------ | ---------------------------- | ----- | ------- | ----- | ------- |
| 1.     | Japonsko (JPN)               | 5     | 5       | 2     | 12      |
| 2.     | Spojené státy americké (USA) | 5     | 2       | 3     | 10      |
| 3.     | Austrálie (AUS)              | 1     | 1       | 0     | 2       |
| 4.     | Nizozemsko (NED)             | 0     | 2       | 0     | 2       |
| 5.     | Francie (FRA)                | 0     | 1       | 0     | 1       |
| 6.     | Velká Británie (GBR)         | 0     | 0       | 2     | 2       |
| 7.     | Dánsko (DEN)                 | 0     | 0       | 1     | 1       |
| 7.     | Maďarsko (HUN)               | 0     | 0       | 1     | 1       |
| 7.     | Filipíny (PHI)               | 0     | 0       | 1     | 1       |
| 7.     | Jihoafrická unie (RSA)       | 0     | 0       | 1     | 1       |
| Celkem | Celkem                       | 11    | 11      | 11    | 33      |

## Medailisté

### Muži
| Kategorie                    | Zlato                                                                                   | Stříbro                                                                                       | Bronz                                                                            |
| ---------------------------- | --------------------------------------------------------------------------------------- | --------------------------------------------------------------------------------------------- | -------------------------------------------------------------------------------- |
| 100 m volný způsob           | Jasudži Mijazaki · Japonsko (JPN)                                                       | Tatsugo Kawaishi · Japonsko (JPN)                                                             | Albert Schwartz · Spojené státy americké (USA)                                   |
| 400 m volný způsob           | Buster Crabbe · Spojené státy americké (USA)                                            | Jean Taris · Francie (FRA)                                                                    | Tsutomu Ōyokota · Japonsko (JPN)                                                 |
| 1500 m volný způsob          | Kusuo Kitamura · Japonsko (JPN)                                                         | Shozo Makino · Japonsko (JPN)                                                                 | Jim Cristy · Spojené státy americké (USA)                                        |
| 100 m znak                   | Masaji Kiyokawa · Japonsko (JPN)                                                        | Toshio Irie · Japonsko (JPN)                                                                  | Kentaro Kawatsu · Japonsko (JPN)                                                 |
| 200 m prsa                   | Yoshiyuki Tsuruta · Japonsko (JPN)                                                      | Reizo Koike · Japonsko (JPN)                                                                  | Teófilo Yldefonso · Filipíny (PHI)                                               |
| štafeta 4×200 m volný způsob | Japonsko (JPN) · Jasudži Mijazaki · Hisakichi Toyoda · Takashi Yokoyama · Masanori Yusa | Spojené státy americké (USA) · Frank Booth · George Fissler · Maiola Kalili · Manuella Kalili | Maďarsko (HUN) · István Bárány · László Szabados · András Székely · András Wanié |

### Ženy
| Kategorie                    | Zlato | Stříbro                                                                                        | Bronz                                                                                         |
| ---------------------------- | --- | ---------------------------------------------------------------------------------------------- | --------------------------------------------------------------------------------------------- |
| 100 m volný způsob           | Helene Madisonová · Spojené státy americké (USA)                                                            | Willy den Oudenová · Nizozemsko (NED)                                                          | Eleanor Garattiová · Spojené státy americké (USA)                                             |
| 400 m volný způsob           | Helene Madisonová · Spojené státy americké (USA)                                                            | Lenore Kightová · Spojené státy americké (USA)                                                 | Jenny Maakalová · Jihoafrická unie (RSA)                                                      |
| 100 m znak                   | Eleanor Holmová · Spojené státy americké (USA)                                                              | Bonnie Mealingová · Austrálie (AUS)                                                            | Valerie Daviesová · Velká Británie (GBR)                                                      |
| 200 m prsa                   | Clare Dennisová · Austrálie (AUS)                                                                           | Hideko Maehataová · Japonsko (JPN)                                                             | Else Jacobsenová · Dánsko (DEN)                                                               |
| štafeta 4×100 m volný způsob | Spojené státy americké (USA) · Helen Johnsová · Helene Madisonová · Josephine McKimová · Eleanor Garattiová | Nizozemsko (NED) · Corrie Laddéová · Willy den Oudenová · Puck Overslootová · Maria Vierdagová | Velká Británie (GBR) · Joyce Cooperová · Valerie Daviesová · Edna Hughesová · Helen Varcoeová |